# Gamaliel II
El Rabí Gamaliel II (en hebreu: רבן גמליאל דיבנה) va ser la primera persona en liderar al Sanedrí com a Nasí després de la caiguda del Segon Temple de Jerusalem l'any 70 després de Crist. Gamaliel II va ser nomenat Nasí aproximadament 10 anys després. Gamaliel II era fill de Simeon ben Gamaliel, un dels homes més destacats de Jerusalem durant la Primera Guerra Judeo-romana, i era net del Rabí Gamaliel I. Per distingir-ho d'aquest darrer, també va ser anomenat Gamaliel de Yavne.

## Orígens
El Rabí Gamaliel II s'havia establert inicialment a Kfar Otnai a Galilea, però en esclatar la guerra amb Roma, va fugir a Jerusalem. Des d'allà, es va traslladar a Yavne. A Yavne, durant el setge de Jerusalem, els escribes de l'escola de Hillel s'havien refugiat amb permís de l'Emperador Vespasià, i un nou centre d'estudi del judaisme rabínic va sorgir sota el lideratge de l'ancià Rabí Yohanan ben Zakai, una escola rabínica els membres de la qual van heretar l'autoritat del Sanedrí de Jerusalem.

## Lideratge
Gamaliel II va esdevenir el successor de Yohanan ben Zakai, i va oferir un immens servei a l'enfortiment i la reintegració del judaisme, que havia estat privat de la seva antiga base per la destrucció del Segon Temple i per la pèrdua total de la seva autonomia política. Això va posar fi a la divisió que havia sorgit entre els líders espirituals del judaisme mitjançant la separació dels escribes a les dues escoles convocades respectivament després de Hillel i Xammai, i es va encarregar de fer complir la seva pròpia autoritat com a president de l'assemblea legal principal del judaisme ortodox amb energia i moltes vegades amb severitat. Va fer això, com ell mateix va dir, no pel seu propi honor ni per l'honor de la seva família, sinó perquè la desunió no prevalgui a la Terra d'Israel. La posició de Gamaliel II també va ser reconeguda pel govern romà, i va viatjar a Síria amb el propòsit de ser confirmat en el càrrec pel governador. Cap al final del regnat de l'Emperador Domicià (any 95 després de Crist), va anar a Roma en companyia dels membres més destacats de l'escola rabínica de Yavne, per evitar un perill que amenaçava als jueus de l'acció de l'emperador. S'han donat molts detalls interessants sobre el viatge d'aquests erudits a Roma i de la seva estada allà. La impressió causada per l'aleshores capital de l'Imperi sobre Gamaliel II i els seus companys va ser aclaparant, i van plorar quan van pensar en la ciutat de Jerusalem en runes. A Roma, com a casa, Gamaliel II sovint va tenir ocasió de defensar el judaisme en discussions polèmiques amb pagans i també amb cristians professos. Va poder haver estat el primer a rebre el títol de nasí (príncep; després reemplaçat pel de Patriarca), atorgat per educar en públic i reviure la designació bíblica per al cap de la nació. Aquest títol més tard es va convertir en hereditari per als seus descendents.

## Controvèrsia
Gamaliel II va ser un líder polèmic. En una disputa per arreglar el calendari jueu, el Rabí Gamaliel II va humiliar al Rabí Joshua ben Hananiah en demanar-li que es presentés amb el seu "bastó i la seva motxilla" (abillament dels dies de la setmana) en el dia sant, que segons el càlcul del Rabí Joshua era Yom Kippur. Més tard, va sorgir una altra disputa sobre l'estat de l'oració nocturna, i ell el va humiliar novament en demanar-li que es posés dempeus i romangués dempeus mentre ensenyava als seus alumnes. Aquest incident va commocionar als rabins, i posteriorment, es diu que va conduir a una revolta rabínica contra el lideratge de Gamaliel II del Sanedrí. El Sanedrí va instal·lar al Rabí Eleazar Ben Azariah com el nou Nasí. Després de reconciliar-se amb el Rabí Joshua, el Rabí Gamaliel II va ser reintegrat com a Nasí, i el Rabí Eleazar va servir juntament amb ell en una rotació cada tres setmanes. D'acord amb la versió registrada en el Talmud de Jerusalem, el Rabí Eliezer va servir com Av Bet Din, efectivament com a vicerector.Gamaliel II, no obstant això, va demostrar que era tan sols una qüestió de principis, i que no tenia intenció d'humiliar a Joshua; perquè, aixecant-se i besant-lo en el cap, el va saludar amb les paraules: 
"Benvingut, el meu mestre i el meu alumne: el meu mestre en l'aprenentatge; el meu alumne que es sotmet a la meva voluntat".
De la mateixa manera, va estar implicat en l'excomunió del seu propi cunyat, Eliezer ben Hircano. El seu objectiu era enfortir l'autoritat de l'assemblea de Yavne, així com la seva pròpia autoritat, i així va portar sobre si la sospita de buscar la seva pròpia glòria. No obstant això, Gamaliel II descriu les seves motivacions en aquest episodi com en la següent oració:
"Senyor del Món, és manifest i conegut per a tu que no ho he fet pel meu propi honor ni pel de la meva casa, sinó pel teu honor, que les faccions no poden augmentar a la Terra d'Israel."
S'explica una història que confirma l'afirmació de Gamaliel II de la modèstia, en la qual ell, dempeus, servia als seus convidats en una festa. El major assoliment de Gamaliel va ser el final de l'oposició entre les escoles de Hillel i Xammai, que havien sobreviscut fins i tot a la destrucció del Temple. Segons la tradició, una veu del cel es va escoltar a Yavne, declarant que encara que les opinions de les escoles eren justificables en principi (com les paraules del Déu viu), en la pràctica les opinions de l'escola de Hillel són les autoritzades.

## Anècdotes
Moltes de les decisions de Gamaliel II en matèria religiosa estan relacionades amb la seva permanència en algun lloc de Terra Santa. A Edipa, el guardià de la sinagoga Escipió, va fer-li una pregunta que ell va respondre per carta després de la seva tornada a casa. També hi ha registres de l'estada de Gamaliel II a Kfar Utnai, Emaús, Lod, Jericó, Samaria i Tiberíades. Gamaliel II mantenia relacions amistoses amb molts no jueus, i estava tan afectuosament dedicat al seu esclau Tavi, que quan Tavi va morir, va plorar per ell com per un membre volgut de la seva pròpia família. Es va gravar una conversa amistosa que va tenir amb un pagà en el camí d'Acre a Edipa. Durant el Sàbat es va asseure als bancs dels mercaders pagans. Així i tot, Gamaliel II i la seva germana, Ima Shalom, varen reprendre a la creixent població cristiana local, fins i tot burlant-se d'un cert jutge no jueu que havia jutjat un cas d'herència, en que Ima Shalom havia esdevingut la reclamant fictícia del cas. Quan el jutge al principi va fallar a favor de la dona, després que el Rabí Gamaliel II el va subornar, ràpidament va anul·lar el veredicte a favor de Gamaliel II. La història inclou una referència a les paraules de Jesús de Natzaret a l'Evangeli segons Mateu 5:17, amb una possible lectura de la història, que indica que va ser Gamaliel II qui va fer aquesta referència. Una altra topada amb el cristianisme, va arribar quan Gamaliel II va debatre amb un filòsof que maliciosament va concloure d'un passatge del profeta Osees 5:6, que Déu havia abandonat completament al Poble d'Israel, (Am Yisroel). El record del santuari perdut era especialment viu en el cor de Gamaliel II. Gamaliel II i els seus companys, van plorar per la destrucció de Jerusalem i del Temple, quan van escoltar el soroll de la gran ciutat de Roma, i en un altre moment, quan estaven davant de les runes del Temple.

## Defunció
Gamaliel II va morir abans que les insurreccions sota el mandat de l'emperador Trajà haguessin portat nous aldarulls a Israel. En el seu funeral, el cèlebre prosèlit Aquila, va reviure un antic costum de l'enterrament dels reis, va cremar materials costosos per valor de setanta mines, i Eliezer ben Hircanus, i Joshua ben Hananiah, els ancians mestres de la llei, van organitzar les cerimònies per al seu funeral. El mateix Gamaliel II havia ordenat que el seu cos fos embolicat en el sudari més simple possible. Amb això va voler demostrar la extravagància que s'havia associat amb els funerals, i va aconseguir la seva fi; el seu exemple va esdevenir la norma. També va esdevenir un costum el commemorar al difunt amb paraules de consol dirigides als dolguts.

## Fills
Dels fills de Gamaliel II, es coneix a una filla que va respondre de manera molt intel·ligent a dues preguntes dirigides al seu pare per un incrèdul. Dos dels fills de Gamaliel II s'esmenten tornant d'un banquet. Un fill, Simó, va heretar el seu càrrec molt després de la defunció del seu pare, i després de les persecucions de l'emperador Hadrià, d'aquell moment en endavant els seus descendents van transmetre les tradicions de pares a fills. No està comprovat que el savi i Tanaim Hanina ben Gamaliel fos un fill de Gamaliel II, és més probable que això sigui cert en el cas de Judà ben Gamaliel.

## Ensenyaments

### Halacà
A part de la seva posició oficial, Gamaliel II es va mantenir en aprenentatge en peu d'igualtat amb els mestres legals del seu temps. Moltes de les seves opinions legals han estat transmeses. De vegades, l'opinió unida de Gamaliel II i Eliezer ben Hircanus s'oposa a la de Joshua ben Hananiah, i de vegades, Gamaliel II ocupa una posició intermèdia entre l'opinió més estricta d'una i l'opinió més indulgent de l'altra. Gamaliel II va acceptar certs principis del dret civil que s'han transmès en nom de Admon, un ex-jutge de Jerusalem que es va fer especialment conegut, i tenia autoritat durant els períodes següents. Diversos detalls han estat transmesos per la tradició concernent a les pràctiques religioses de Gamaliel II i la seva casa. A la casa de Gamaliel II no era costum dir "recuperació" quan algú eixavuirava, perquè això era una superstició pagana. Es van fer dues concessions a la casa de Gamaliel II per relaxar la severitat de les regles establertes com una barrera contra el paganisme: permís per fer servir un mirall per tallar-se el cabell del cap, i permís per aprendre grec. Respecte això darrer, el fill de Gamaliel, Simó ben Gamaliel, explicava que molts nens van ser instruïts en la casa del seu pare, en la saviesa dels grecs.
Va dirigir a Simeó ha-Pakoli per editar l'Amidà, i des d'aleshores ha estat un deure pels jueus, recitar aquesta oració tres vegades al dia. A més, va ordenar a Samuel ha-Katan escriure un altre paràgraf contra els informants i els heretges. Una altra institució litúrgica es remunta a Gamaliel II: la celebració commemorativa que va prendre el lloc del sacrifici del anyell pasqual, durant la primera nit de la Pasqua jueva (Péssah). Gamaliel II va instituir aquesta celebració, que pot ser considerada com la característica central de la Aggadà de Péssah, en una ocasió en que va passar la primera nit de la Pasqua jueva amb altres erudits a Lod, per conversar sobre la festa i les seves costums.

### Agadà
Gamaliel II feia servir sorprenents comparacions per enaltir el valor de l'obra i el treball, i per expressar la seva opinió sobre l'entrenament adequat de la ment. L'apreciació de Gamaliel II de la virtut de la misericòrdia, està ben il·lustrada per una dita seva en al·lusió a Deuteronomi 13.18:
"Que sigui un senyal per a tu! Mentre siguis compassiu, Déu et mostrarà misericòrdia; però si no tens compassió, Déu no et mostrarà misericòrdia".
Gamaliel II retrata l'angoixa i la corrupció de l'època, en un discurs notable que conclou amb una referència evident a l'emperador Domicià. Gamaliel II deia: 
"D'ençà que els jutges mentiders tenen avantatge, els testimonis mentiders també guanyen terreny; com els malfactors han augmentat, els cercadors de venjança també estan augmentant; com la falta de vergonya ha augmentat, els homes han perdut la seva dignitat; "Jo sóc més gran que tu", els anys dels homes s'escurcen; ja que els fills estimats han enfuriat al seu Pare en el cel. Déu ha col·locat un rei despietat sobre ells. Tal rei va ser Assuer, que primer va matar a la seva esposa pel bé del seu amic, i després al seu amic pel bé de la seva esposa."
Li encantava discutir el sentit de les porcions individuals de la Santa Bíblia amb altres erudits, i va fer moltes exposicions del text. Hi ha registres de quatre discussions d'aquest tipus, que acaben amb el desig expressat per Gamaliel II d'escoltar l'opinió de l'eminent agressor Eleazar de Modim. El lament sobre el seu alumne favorit, Samuel ha-Katan, que va fer en comú amb Eleazar ben Azaria, és molt commovedor: 
"És apropiat plorar per ell; és apropiat lamentar-se per ell. Els reis moren i deixen les seves corones als seus fills, els rics moren i deixen les seves riqueses als seus fills, però el que Samuel ha-Katan s'ha endut amb ell és la cosa més preciosa del món, la seva saviesa amb ell va marxar."
El jou romà que oprimia al poble de Judea pesava molt sobre Gamaliel II. En un discurs va retratar la tirania de Roma que devorava la propietat dels seus súbdits. Reflexionava sobre la vinguda del Messies, i descrivia el període que precedirà a la seva aparició, com un període de profundes degradacions morals i d'angoixa. Però també predicava sobre la fecunditat i la benedicció que en algun moment hi haurà en la Terra d'Israel.